# Alan White (baterista de Yes)
Alan White (Pelton, Inglaterra, 14 de junio de 1949 - Seattle, Estados Unidos, 26 de mayo de 2022) fue un baterista británico de rock progresivo, conocido por haber sido baterista de John Lennon y por haber sido miembro de la banda Yes desde 1972 hasta su fallecimiento en 2022. En 1972 sustituyó al entonces baterista de Yes Bill Bruford.